# Bévéra
La Bévéra est une rivière franco-italienne qui coule dans le département français des Alpes-Maritimes et la province italienne d'Imperia. C'est un affluent droit du fleuve la Roya.

## Géographie
La longueur de son cours est de 43 kilomètres (ou peut-être presque 44 km) dont 27,1 km en France.

### Communes et cantons traversés
La Bévéra traverse trois communes en France, et trois en Italie. Elle prend d'abord sa source au massif de l'Authion (2 078 m), à quelques kilomètres au nord-est du col de Turini (1 604 m) et de la cime de la Calmette (1 786 m), à l'altitude 1 980 mètres sur la commune de Moulinet et au sud du parc national du Mercantour. La Bévéra traverse en particulier Sospel qu'elle coupe en deux (rive droite / rive gauche). Puis après avoir traversé, sur moins de 500 mètres, la commune de Breil-sur-Roya, elle passe la frontière italienne dans la commune de Olivetta San Michele. Après avoir traversé les communes de Airole et Vintimille, elle rejoint alors la Roya à l'altitude de 170 mètres environ.
En termes de cantons, le Bévéra prend source dans le canton de Sospel, traverse le canton de Breil-sur-Roya. En Italie, le Bévéra conflue dans la province d'Imperia.

### Bassin versant
Le bassin versant total -français- est de 130,83 km2.

### Organisme gestionnaire
Le SMIAGE ou Syndicat Mixte Inondations, Aménagements et Gestion de l'Eau maralpin, créé en le 1er janvier 2017 , s'occupe désormais de la gestion des bassins versants des Alpes-Maritimes, en particulier de celui du fleuve le Var. Celui-ci « a été reconnu comme EPTB, avec les félicitations du jury, lors de la séance du comité de bassin de l’Agence l’eau Rhône-Méditerranée-Corse du vendredi 22 juin 2018 car il porte à la fois des politiques liées à la prévention du risque inondation et la gestion des milieux aquatiques »,.

## Affluents
En France, selon le SANDRE, la Bévéra a neuf affluents contributeurs référencés :
- Le Vallon de Crep (rg[note 1]) 8,4 km sur Breil-sur-Roya et Moulinet.
- Le Vallon de l'Anjouanin (rd) 4 km uniquement sur Moulinet.
- Le Vallon de Peïra Calva (rd) 4,7 km uniquement sur Moulinet.
- Le Vallon de Gouargas (rg) 4,7 km uniquement sur Moulinet.
- Le Ruisseau de Cuous  ou ruisseau de la Caussinièra ou vallon de Guiou[6] (rd) 9,7 km sur Lucéram et Sospel avec deux affluents :
  - le ruisseau de la Faéa (rd) 2,7 km sur Lucéram
  - le ruisseau de Sugliet (rd) 3,2 km sur la seule commune de Lucéram.
- Le Ruisseau le Merlanson ou ruisseau la Sambora (rd) 6,3 km sur les deux communes de Castillon et Sospel.
- Le Vallon de Suès (rd) 3,6 km uniquement sur Sospel avec deux affluents :
  - le ruisseau de l'Albaréa (rg) 1 km sur la seule commune de Sospel prenant source près du Mont Albo (1 129 m) et du col du Razet (1 032 m).
  - le ruisseau de Cuore (rd) 1 km sur la seule commune de Sospel prenant source près du Cuore (1 095 m) à la frontière italienne.
- Le Vallon de Bassera, ou ruisseau de Brouis (rg) 8,5 km sur Breil-sur-Roya et Sospel avec un seul affluent :
  - le ruisseau de Giaquèra (rg) 1,1 km uniquement sur Breil-sur-Roya.
- Le Ruisseau de Scuisse (rg) 3,1 km sur Breil-sur-Roya et Sospel.

En Italie, le Bévéra a pour affluents :
- le Valle del Tuvo (rg)
- le Rio Giaurusso (rg)
- le Rio di Gerri (rg)
- le Valle Balestra (rg)
- le Rio Mere (rg)
- le Vallone del Coma (rg) prenant source près du Grand Mont (1 379 m) avec un affluent :
  - le Valle di Ciai (rg)

## Hydrologie

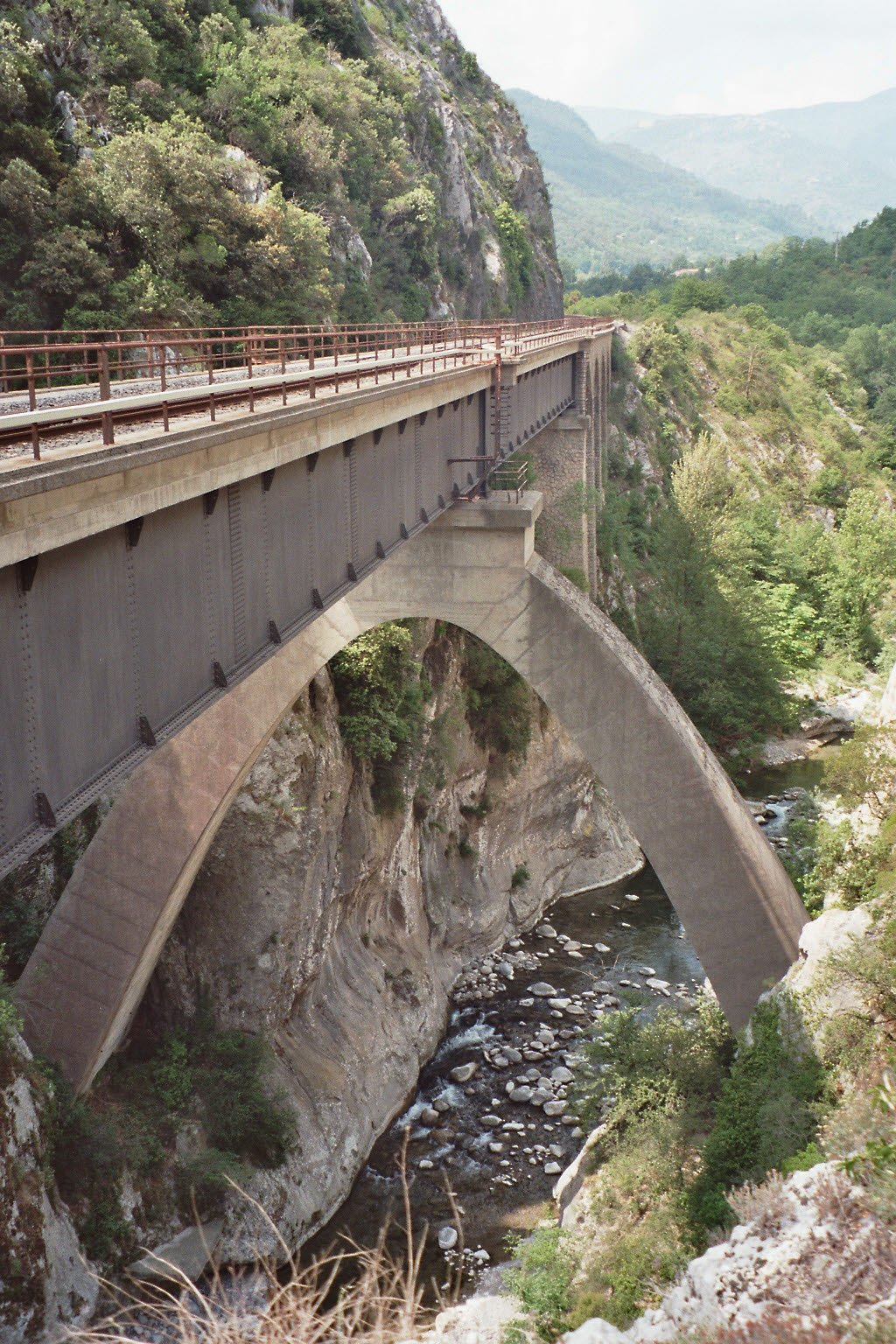
viaduc de Bévéra ou Pont de Caï

Son régime hydrologie est dit pluvial méridional.

Le débit moyen ou module est de 1,030 m3/s selon la Banque Hydro, pour un bassin versant de 81,5 km2 à Sospel. 
La lame d'eau est de 400 millimètres.

### Les crues de la Bévéra à Sospel
La Bévéra a débordé à Sospel en 1970 où elle est passée par-dessus le pont de la Libération. La crue la plus récente date de 2000 où elle a débordé sur la place Gallone (Garibaldi).
Le 4 novembre 2014, éprouvée par plusieurs épisodes pluvieux, une pluviométrie record dépassant les 300 litres d'eau au mètre carré, et le déversement dans son lit des ruissellements dus à la saturation des sols, la Bevera ayant pris un débit et un niveau impressionnants sort de son lit vers 22 h 30 et vient inonder deux parkings et menace fortement des maisons situées dans les quartiers les plus bas du village.
Les pluies fortes devant continuer le pont de la Libération menacé de submersion est fermé à la circulation.
Fort heureusement, l'arrêt des pluies et une décrue rapide permettent d'éviter la submersion de ce pont.
Une telle crue ne s'était plus produite depuis l'an 2000.

## Activités
Concernant le tourisme, la vallée permet entre autres, la randonnée, la pêche, le canyonisme et la découverte des villages typiques,,.

## Aménagements et écologie
Des ouvrages sont construits sur la Bévéra comme à Sospel où ont été construits le pont de la Libération, le Pont Vieux et enfin le pont de la Concorde. L'ingénieur Paul Séjourné a aussi conçu le viaduc ferroviaire de Caï, à 30 mètres de hauteur et 125 mètres de long, juste avant le tunnel du Mont Grazian sur la ligne de Tende Nice-Col de Tende.